# Komitat Hajdú
Das Komitat Hajdú (deutsch selten auch Komitat Heiduck oder Heiduckenkomitat; ungarisch Hajdú vármegye) war eine Verwaltungseinheit im Zentrum des  Königreichs Ungarn. Verwaltungssitz war Debrecen.

## Geographie

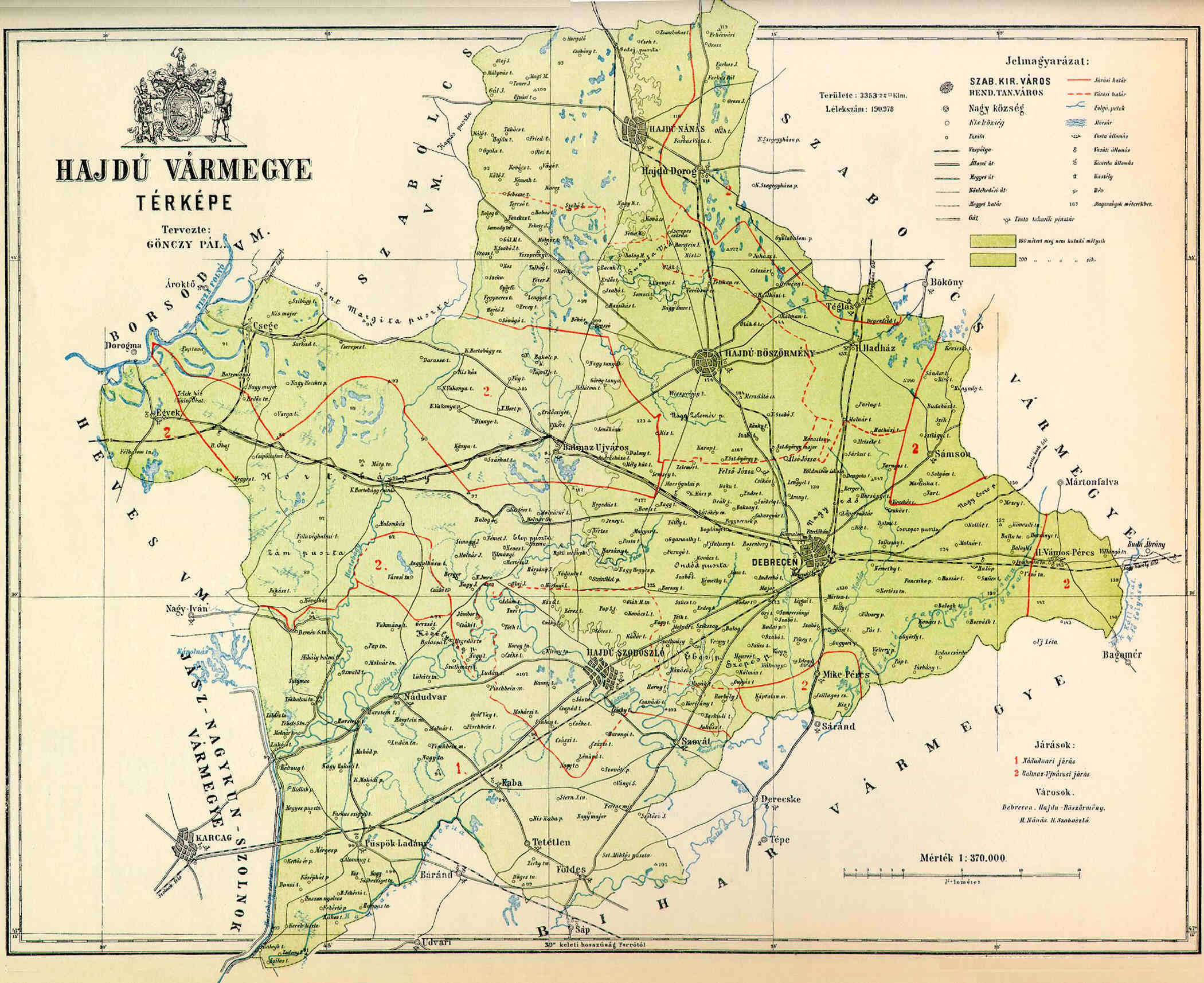
Karte des Komitats Hajdú um 1890

Es lag linksseitig der Theiß und war ganz eben, fruchtbar und in dem von der Theiß begrenzten nordwestlichen Teil stellenweise sumpfig. Im Westen von Debrecen lag die ehemals sehr fruchtbare Puszta Hortobágy.
Das Komitat grenzte an die Komitate Borsod, Szabolcs, Bihar, Békés (kurzes Stück im Süden), Jász-Nagykun-Szolnok und Heves.

## Geschichte
Das Komitat entstand bei der Verwaltungsreform in Ungarn 1876 aus Teilen der Komitate Szabolcs und Bihar, die mit dem Heiducken-Distrikt zusammengelegt wurden. Der Name leitet sich vom ungarischen Wort für die Heiducken ab.
Es bestand bis 1950 mit kleinen Gebietsveränderungen in dieser Form, danach wurde es mit den Resten des Komitats Bihar zum jetzt bestehenden Komitat Hajdú-Bihar vereinigt.

## Bezirksunterteilung

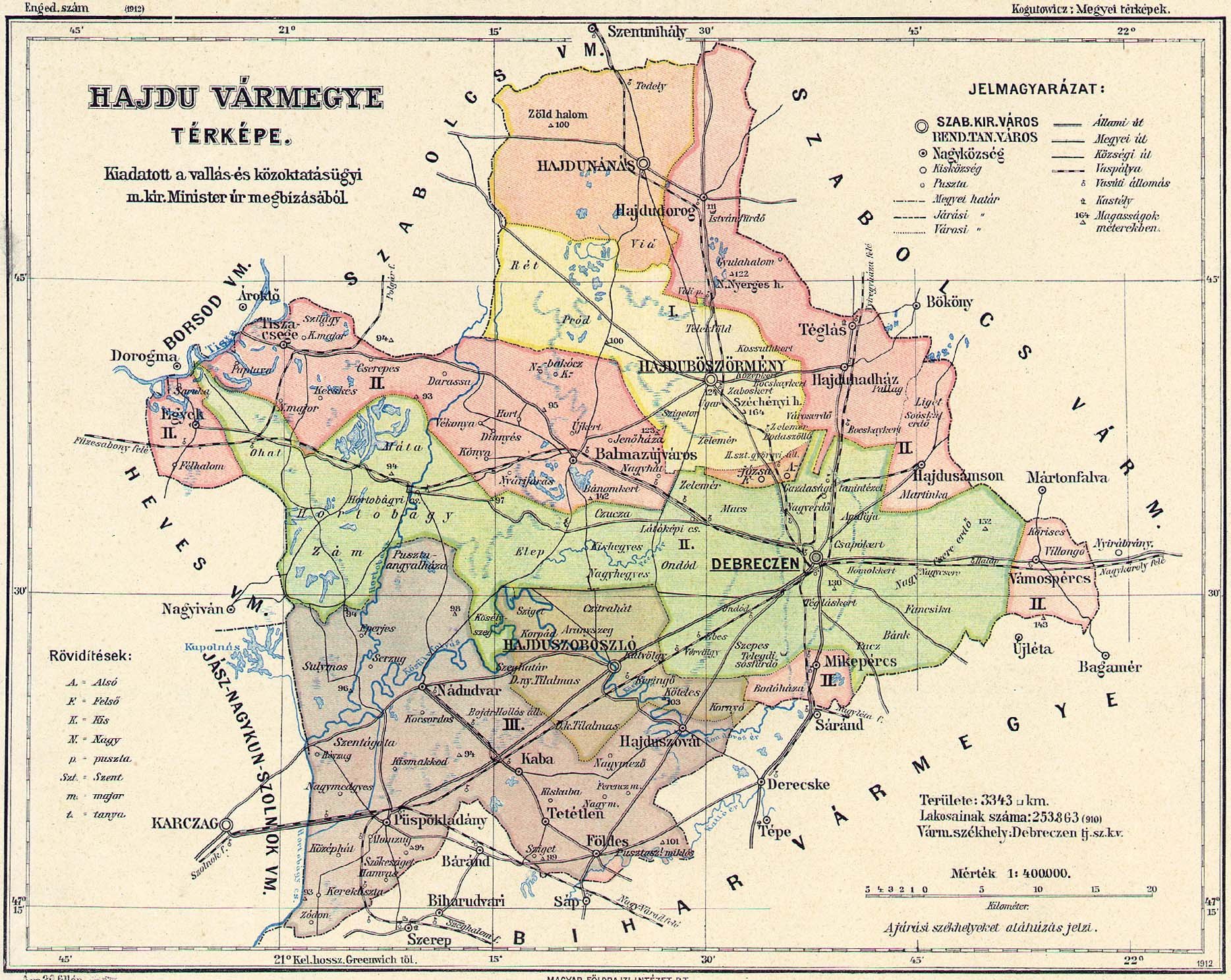
Administrative Karte

Im frühen 20. Jahrhundert bestanden folgende Stuhlbezirke (meist nach dem Namen des Verwaltungssitzes benannt):
| Stuhlbezirke (járások)                   | Stuhlbezirke (járások) |
| Stuhlbezirk                              | Verwaltungssitz        |
| ---------------------------------------- | ---------------------- |
| Bezirk Hajdúböszörmény                   | Hajdúböszörmény        |
| Bezirk Hajdúszoboszló                    | Hajdúszoboszló         |
| Bezirk Központ                           | Debrecen               |
| Stadtkreis (törvényhatósági jogú város)  |                        |
| Debrecen                                 |                        |
| Stadtbezirke (rendezett tanácsú városok) |                        |
| Hajdúböszörmény                          |                        |
| Hajdúszoboszló                           |                        |
| Hajdúnánás                               |                        |